# 安德烈亚斯·克内贝尔
安德烈亚斯·克内贝尔（德語：Andreas Knebel，1960年6月21日—），德国男子田径运动员，主攻400米短跑。他曾代表东德参加1980年夏季奥林匹克运动会田径比赛，获得男子4×400米接力银牌。